# O Homem de Cor

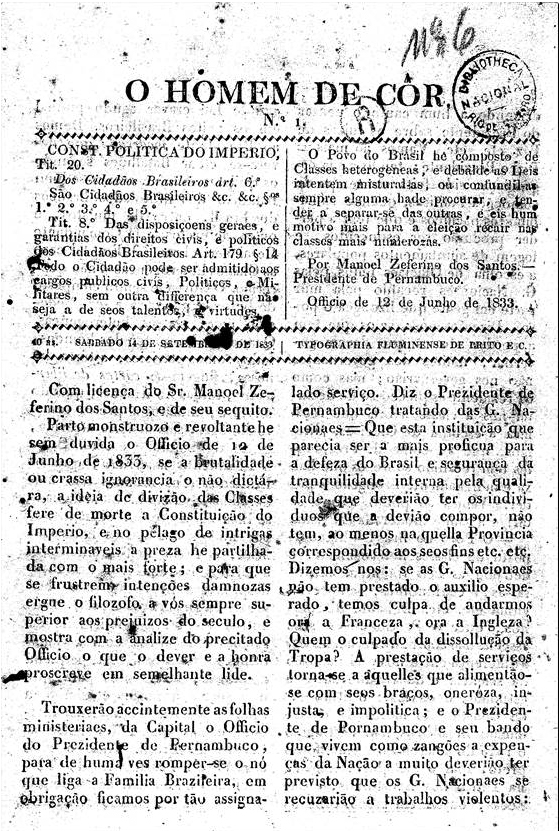
Primeira página da edição 01 de O Homem de Côr (1833).

O Homem de Cor foi um jornal publicado no Rio de Janeiro entre setembro e novembro de 1833, sendo o primeiro periódico brasileiro dedicado a discutir os problemas e a realidade da população negra. Criado pelo tipógrafo, editor e escritor Francisco de Paula Brito, o jornal começou a circular em 14 de setembro de 1833 e, a partir da terceira edição, passou a adotar o título O Homem de Cor ou O Mulato.
Embora tenha tido vida curta, com apenas sete edições, sua importância histórica é enorme: o jornal abriu caminho para a criação de outros periódicos no mesmo ano, como Brasileiro Pardo, O Cabrito, O Crioulinho e O Lafuente, formando o embrião da imprensa negra no Brasil.

## Formato
O jornal era publicado em formato pequeno, com quatro páginas por edição. Foi produzido na Tipografia Fluminense, gráfica de propriedade de Paula Brito, o que permitia autonomia editorial e liberdade de expressão. Essa independência era importante para que o jornal adotasse uma linha crítica ao racismo e à exclusão social enfrentada pelos negros no Brasil do século XIX.
A mudança do nome para O Homem de Cor ou O Mulato refletia o foco na identidade étnica e no pertencimento racial, elementos centrais para o projeto do jornal. A publicação foi uma das primeiras a apresentar o negro como protagonista da própria história, num contexto em que a maioria da imprensa reforçava estereótipos ou silenciava a população negra.

## Temática
O Homem de Cor abordava temas como a discriminação racial, a exclusão social e política da população negra e a busca por reconhecimento e cidadania. Era um jornal de tom abertamente crítico, que denunciava as desigualdades da época e propunha uma nova visão da sociedade, na qual os negros pudessem participar plenamente da vida pública.
A publicação dialogava com os ideais de liberdade e mudança que marcaram o período após a abdicação de Dom Pedro I, em 1831. Paula Brito usava o jornal como instrumento para questionar a ordem escravocrata e defender valores democráticos e populares. O jornal também refletia sobre o apagamento simbólico da identidade negra e buscava reconstruir essa identidade por meio da imprensa, prática que se tornaria comum em publicações afro-brasileiras nas décadas seguintes.

## Legado
Apesar da curta duração, O Homem de Cor é considerado o marco inicial da imprensa negra no Brasil. Foi o primeiro jornal a colocar a questão racial no centro do debate público por meio da imprensa como forma de resistência e afirmação da identidade negra.
A publicação abriu caminho para outras iniciativas editoriais negras, tanto no século XIX quanto no século XX, e consolidou Francisco de Paula Brito como uma figura pioneira da cultura afro-brasileira, além de mentor literário de nomes como Machado de Assis. O jornal também é lembrado como um exemplo de como a imprensa pode ser usada como ferramenta de educação, mobilização e transformação social, temas que continuam presentes na atuação de coletivos negros contemporâneos.